# 馬特亞斯·約翰森
馬特亞斯·約翰森（瑞典語：Mattias Johansson, 1992年2月16日—）是瑞典的一位足球運動員，在場上司職右後衛。現時效力於土超球隊真格拿拜列治，曾效力於荷蘭足球甲級聯賽球隊AZ 。他也是瑞典國家足球隊的一員。

## 外部連結
- SvFF profile （页面存档备份，存于） Template:Swe icon
- Voetbal International profile （页面存档备份，存于） （荷兰文）